# Рузаєвське міське поселення
Руза́євське міське поселення (рос. Рузаевское городское поселение) — муніципальне утворення у складі Рузаєвського району Мордовії, Росія. Адміністративний центр та єдиний населений пункт — місто Рузаєвка.

## Населення
Населення — 44504 особи (2019, 47523 у 2010, 49790 у 2002).